# Хоругва Львівської міської ради
Хору́гва Льві́вської місько́ї ра́ди — хоругва, офіційний символ Львівської міської ради. Використовується також як прапор Львова. Затверджений рішенням сесії Львівської міської ради від 5 липня 1990 року. Розроблений на підставі норм сучасного муніципального прапорництва та за мотивами герба комісією у складі: А. Ґречило, В. Турецький, І. Турецький та І. Сварник.

## Історія

Прапор Львова XIV століття (Книга знань про всі королівства)

## Опис
Офіційний опис хоругви Львівської міської ради в Статуті Львова:
|  | Хоругва міської ради становить собою прямокутне полотнище синьої барви із співвідношенням сторін 1:1. Хоругва оточена за периметром (крім сторони біля древка) лиштвою, яку розбито на однакові рівнобедрені трикутники синьої та жовтої барви. Ширина лиштви виносить 1/10 сторони хоругви. Посередині хоругви-зображення герба м. Львова. |

## Стандартизація кольору
| Схема   | Насичений блакитний | Жовтий        |
| ------- | ------------------- | ------------- |
| RGB     | 0, 131, 205         | 255, 222, 0   |
| CMYK    | 100, 36, 0, 20      | 0, 13, 100, 0 |
| HEX     | 0083cd              | ffde00        |
| Websafe | 0099cc              | ffcc00        |